# Rofanspitze
La Rofanspitze est une montagne qui s’élève à 2 259 m d’altitude dans les Alpes de Brandenberg, en Autriche.